# Chrysolina daosana
Chrysolina daosana é uma espécie de artrópode pertencente à família Chrysomelidae.